# Takács de Deáki
Takács de Deáki fue una familia noble húngara,que se originó en el siglo XIV. Procedían del pueblo de Diakovce en el distrito de Šaľa, pero luego se extendió a Pest y Komárom.

## Los miembros
- György Takács (Deák) – Después de su servicio militar contra los turcos en 1694, recibió el título de caballero con un escudo de armas del rey húngaro Leopoldo I.[1][4]

- Ádám Takács – Ádám fue un destacado ministro y predicador.[5]

- Éva Takács – Escritora, la primera columnista húngara sobre los derechos de las mujeres. Madre de Teréz Karacs, una de las pioneras de la educación femenina.[6]